# Hermann Hiltl
Hermann Ritter von Hiltl (* 16. Juni 1872 in Olmütz, Österreich-Ungarn; † 15. August 1930 in Bad Hall, Österreich) war ein Offizier der k.u.k. Armee sowie Mitbegründer und Führer der Frontkämpfervereinigung Deutsch-Österreichs, eines Wehrverbandes der politischen Rechten in der österreichischen Ersten Republik.

## Leben

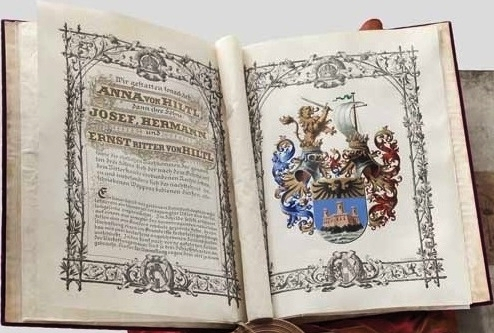
Ritterstandsdiplom für die Familie Hiltl, Wien 1903

Hermann Hiltl wurde 1872 als drittes Kind des Oberstleutnants im Generalstabskorps Anton Hiltl (1828–1886) geboren, der zu dieser Zeit zur Truppendienstleistung nach Olmütz abkommandiert war. Wie sein Vater schlug Hiltl die Militärlaufbahn ein und wurde 1892 als Leutnant zum Infanterie-Regiment Nr. 33 „Kaiser Leopold II.“ ausgemustert. Nachdem er es nicht geschafft hatte, in die Kriegsschule aufgenommen zu werden, verschrieb sich Hiltl ganz dem Truppendienst, wurde 1905 zum Hauptmann ernannt und wirkte ab 1907 als Lehrer an der Infanteriekadettenschule in Wien. Ab 1912 war er als Kommandant einer Feldkompanie beim Infanterie-Regiment Nr. 49 „Freiherr von Hess“ in Sarajevo stationiert.
Dort erlebte Hiltl 1914 den Ausbruch des Ersten Weltkrieges und nahm an den Offensiven gegen Serbien teil (vgl. dazu Schlacht am Jadar, Schlacht an der Drina und Schlacht an der Kolubara), ab November 1914 bereits als Kommandant eines Bataillons des Infanterie-Regiments Nr. 84 „Freiherr von Bolfras“. Mit dem Kriegseintritt Italiens 1915 wurde das von Hiltl kommandierte Bataillon kurzzeitig an die nun neu hinzugekommene Südwestfront verlegt, nahm anschließend an der Niederwerfung Serbiens teil und kehrte im März 1916 wieder auf den italienischen Kriegsschauplatz zurück. Bis es Anfang 1918 mit anderen Truppenkörpern zu einem neuen Regiment verschmolzen wurde, blieb Hiltl dessen Bataillonskommandant. Danach fungierte er – mittlerweile im Rang eines Oberstleutnants – als Kommandant des Feldjägerbataillons Nr. 21. Bei Kriegsende geriet der für seine Verdienste mehrfach ausgezeichnete und auch verwundete Hiltl in italienische Gefangenschaft, aus der er im August 1919 nach Österreich heimkehrte.
Obgleich er nach seiner Rückkehr im Heeresdienst aktiv blieb, lehnte Hiltl wie viele seiner Standesgenossen die neue, von den Sozialdemokraten dominierte Republik und ihre Armee, die Volkswehr, ab. Er wollte aber schon bald mehr, als die nach Kriegsende entstandenen gewerkschaftsähnlichen Vereinigungen ehemaliger Angehöriger der k.u.k. Armee, die sich lediglich als Interessenvertretungen zur Durchsetzung der ökonomischen Anliegen ihrer Mitglieder verstanden. In Hiltls Umfeld zirkulierten Ideen, die auf eine Rückgängigmachung des „Umsturzes“ vom November 1918 hinausliefen, für den Sozialdemokraten, Kommunisten und Juden verantwortlich gemacht wurden. Ihnen lastete man auch die Schuld an der demütigenden Kriegsniederlage und am wirtschaftlichen Elend der Nachkriegszeit an. Gegen die „zersetzende Tätigkeit der jüdischen Elemente“ vorzugehen, schien den Männern um Hiltl besonders geboten, wobei vor allem jene Juden „ins Visier“ genommen wurden, „welche während der Kriegszeit von Galizien aus sich in Scharen über Innerösterreich [gemeint ist das Staatsgebiet der Republik nach 1918] ergossen hatten.“ Schlussendlich sollte durch „die Einigung des gesamten Deutschtums“, dessen „ewige Verbundenheit über Landesgrenzen hinweg“ propagiert wurde, die „[Brechung] jüdischer Herrschaft“ erreicht und auf diese Weise „das [deutsche] Volk aus Hunger und Qual empor[geführt]“ werden.
Dementsprechend verstand sich die im April 1920 offiziell gegründete Frontkämpfervereinigung Deutsch-Österreichs, in deren Leitendem Ausschuss Hiltl als Organisationsleiter tätig war, von Beginn an als antimarxistische und antisemitische Kampftruppe. Die Aufmärsche und Heldenehrungen der Frontkämpfer, die der Kameradschaftspflege und der Werbung neuer Mitglieder dienten und bei denen Hiltl zumeist als Redner wirkte, ließen ihn und seine Organisation rasch zum Feindbild der Sozialdemokraten werden. Neben seiner öffentlichen Tätigkeit war Hiltl während der 1920er Jahre aber auch in eine rege konspirative Tätigkeit verschiedener monarchistisch, legitimistisch und deutschnational gesinnter Gruppierungen verstrickt, die sich der Vermittlungstätigkeit Maximilian Ronges, des letzten Chefs des Evidenzbüros der Donaumonarchie bedienten, um die Bildung einer Allianz „gegen den übermächtigen Einfluß der Sozialdemokraten“ voranzubringen.
Letztlich scheiterten diese Bestrebungen an programmatischen Fragen ebenso wie an den Rivalitäten und Eifersüchteleien der beteiligten Organisationen und ihrer Protagonisten; auch die nach dem Brand des Wiener Justizpalastes – eine Folge des Freispruchs jener Frontkämpfer, die im Jänner 1927 im burgenländischen Ort Schattendorf zwei Menschen erschossen hatten – angestrebte Intensivierung der Zusammenarbeit aller Wehrverbände der politischen Rechten Österreichs kam über Anfänge nicht hinaus, da sich die Frontkämpfer als schwierige Gesprächspartner erwiesen, die ihre organisatorische Eigenständigkeit vor allem gegenüber der nun stark anwachsenden Heimwehrbewegung unbedingt erhalten wollten.
Im Jahr 1927 hatte auch Hiltls herausragende Stellung innerhalb der Frontkämpfervereinigung durch seine Wahl zum „Obersten Führer“ eine klare Bestätigung erfahren. Diese Aufwertung der Person Hiltls vermochte aber an der Tatsache, dass die Frontkämpfervereinigung eine kleine, vorwiegend auf Militäroffiziere beschränkte Organisation mit vergleichsweise geringer politisch-militärischer Bedeutung geblieben war, nichts zu ändern. Ebenso wenig brachten seine Kontaktaufnahmen mit dem rechtsgerichteten Stahlhelm im Deutschen Reich oder das Zusammentreffen mit Adolf Hitler im Sommer 1929 konkrete politische Ergebnisse. Während die Frontkämpfervereinigung im in Österreich vorhandenen autoritär oder faschistisch eingestellten Bevölkerungssegment nur sehr eingeschränkt Anhänger zu werben vermochte, gelang es umgekehrt in den Jahren nach 1930 den aufstrebenden Nationalsozialisten erfolgreich in den Reihen der Frontkämpfer Mitglieder zu werben und deren Organisation quasi zu „unterwandern“. Symbolisch vorweggenommen wurde dies bereits durch die Teilnahme einer Abteilung von Nationalsozialisten am Begräbnis Hiltls, der im Sommer 1930 an Zungenkrebs verschieden war.

## Familie
Hiltl, dessen Mutter 1902 um die Verleihung des Ritterstandes für die Familie angesucht hatte, heiratete 1903 die aus einer angesehenen Marburger Familie stammende Maria von Kriesten. Kennengelernt hatte sich das Paar bei einer Veranstaltung der Schlaraffia, der Hiltl seit 1895 angehörte. 1904 wurde Sohn Herbert geboren.